# Nico Muhly
Nico Muhly (* 26. srpna 1981) je americký hudební skladatel a aranžér. Je členem islandského hudebního kolektivu Bedroom Community. Jeho matkou je výtvarnice Bunny Harvey a otcem dokumentarista Frank Muhly. Hudbě se věnoval již od dětství, začínal jako zpěvák v kostelním sboru a od deseti let hrál na klavír. Studoval na Kolumbijské univerzitě a rovněž na hudební škole Juilliard School. Jeho pedagogy kompozice byli John Corigliano a Christopher Rouse. Věnuje se skládání hudby pro různá uskupení, sólové nástroje i hlas, složil hudbu k několika filmům a operám. Jako aranžér spolupracoval například se skupinami Grizzly Bear a Antony and the Johnsons. Roku 2013 koncertoval s Glenem Hansardem.

## Dílo

### Opery
- 2010 Dark Sisters,[1]

- 2011 Two Boys, opera na libreto Craiga Lucase. Děj je inspirován skutečnými událostmi policejního vyšetřování násilného zločinu, které se odehrály v Manchesteru v Anglii v roce 2001. Premiéra proběhla v Anglické národní opeře 24. června 2011.[2]
- 2017 Marnie, opera na libreto Nicholase Wrighta podle stejnojmenného románu Winstona Grahama z roku 1961. Světová premiéra proběhla 18. listopadu 2017 v Anglické národní opeře.[3][4] Americká premiéra proběhla v Metropolitní opeře v New Yorku dne 19. října 2018.[5][6]